# جيليان برودبنت
جيليان برودبنت (بالإنجليزية: Jillian Broadbent)‏ هي سيدة أعمال أسترالية، ولدت في 1948.